# Sauropleura
Sauropleura là một chi động vật lưỡng cư tuyệt chủng thuộc về họ Urocordylidae